# 鲸湾
78°30′S 164°20′W / 78.500°S 164.333°W
鲸湾（英語：Bay of Whales）是南极洲一处已经不复存在的海湾，位于罗斯冰架东北部，罗斯福岛北部。1842年英国探险家詹姆斯·克拉克·罗斯首次到达该地。1908年欧内斯特·沙克尔顿到达该地，因看到大量鲸鱼，遂命名为鲸湾。此后鲸湾曾作为南极探险的重要中心。1911年，海湾超过16公里宽，此后逐年变窄。1987年一块长159公里的冰山从罗斯冰架上脱落，鲸湾完全消失。